# قائمة الاضطرابات العقلية في الدليل التشخيصي و الاحصائي للاضطرابات النفسية
تسرد هذه المقالة الاضطرابات العقلية الواردة في الدليل التشخيصي والإحصائي للاضطرابات النفسية ، الطبعة الرابعة ( DSM-IV )، الذي نشرته الجمعية الأمريكية للطب النفسي (APA) في مايو 1994. 
في عام 1987 حل الدليل التشخيصي والإحصائي للاضطرابات النفسية الطبعة الرابعة واختصاره( DSM-IV ) محل نسخته الاسبق (DSM-III-R) وتم تحديثه لاحقًا لصورته الحالية (DSM-IV-TR) في يوليو 2000. 
على غرار سابقتها الدليل التشخيصي والإحصائي للاضطرابات النفسية (DSM-III-R) ، كان الهدف من الدليل التشخيصي والاحصائي للاضطرابات العقلية(DSM-IV-TR) هو سد الفجوة بين (DSM-IV) والإصدار الرئيسي اللاحق، والذي تمت الإشارة إليه في البداية باسم (DSM-V) (سمي لاحقًا DSM-5 ). 
يتضمن الدليل التشخيصي والإحصائي للاضطرابات النفسية أوصافًا موسعة للاضطرابات، وعبارات واضحة، وأخطاء مصححة. وفي حين ظلت التصنيفات والمعايير التشخيصية دون تغيير إلى حد كبير، فقد تمت إضافة أو إزالة بعض الأنواع الفرعية. بالإضافة إلى ذلك، تم دمج رموز التصنيف الدولي للمرض (ICD-9-CM) المحدثة منذ إصدار (DSM-IV).  يشتمل كل من (DSM-IV وDSM-IV-TR) على ما مجموعه 297 اضطرابًا عقليًا. 
للحصول على قائمة أبجدية، راجع قائمة الاضطرابات العقلية في الدليل التشخيصي والإحصائي للاضطرابات النفسية (مرتبة أبجديًا)

## يتم تشخيص الاضطرابات عادةً لأول مرة في مرحلة الرضاعة أو الطفولة أو المراهقة

### التخلف العقلي
- 317 إعاقة ذهنية خفيفة
- 318.0 تخلف عقلي متوسط
- 318.1 التخلف العقلي الشديد
- 318.2 التخلف العقلي عويص
- 319 التخلف العقلي، شدة غير محددة

### اضطرابات التعلم
- 315.00 اضطراب القراءة
- 315.1 اضطراب الرياضيات
- 315.2 اضطراب التعبير الكتابي
- 315.9 اضطراب التعلم NOS

### اضطرابات المهارات الحركية
- 315.4 اضطراب التنسيق التنموي

### اضطرابات التواصل
- 315.31 اضطراب اللغة التعبيرية
- 315.32 اضطراب اللغة الاستقبالية التعبيرية المختلطة (المرمز بـ 315.31 في DSM-IV)
- 315.39 اضطراب صوتي
- 307.0 التأتأة
- 307.9 اضطراب التواصل NOS

### اضطرابات النمو الشاملة
- 299.00 اضطراب التوحد
- 299.80 اضطراب ريت
- 299.10 اضطراب التفكك الطفولي
- 299.80 متلازمة اسبرجر
- 299.80 اضطرابات نمائية شاملة غير محددة (بي دي دي-نو)

### اضطرابات نقص الانتباه والسلوك المشاغب
- 314.xx اضطراب نقص الانتباه وفرط النشاط
  - .01 النوع الفرعي المشترك
  - .01 النوع الفرعي الأكثر نشاطًا واندفاعًا
  - .00 النوع الفرعي غير المنتبه بشكل كبير
  - .9 اضطراب نقص الانتباه وفرط النشاط غير محدد
- 312.xx اضطراب السلوك (المرمز بـ 312.8 في DSM-IV)
  - .81 بداية الطفولة (مضمنة فقط في DSM-IV-TR)
  - .82 بداية المراهقة (مضمنة فقط في DSM-IV-TR)
  - .89 بداية غير محددة (مضمنة فقط في DSM-IV-TR)
- 313.81 اضطراب المعارضة والتحدي
- 312.9 اضطراب السلوك التخريبي غير المحدد

### اضطرابات التغذية والأكل في مرحلة الرضاعة أو الطفولة المبكرة
- 307.52 بيكا
- 307.53 اضطراب التفكير
- 307.59 اضطراب التغذية في مرحلة الرضاعة أو الطفولة المبكرة

### اضطرابات التيك
- 307.23 اضطراب توريت
- 307.22 اضطراب التشنج الحركي أو الصوتي المزمن
- 307.21 اضطراب التشنج المؤقت
- 307.20 اضطراب التشنج اللاإرادي

### اضطرابات الإخراج
- 307.6 سلس البول (ليس بسبب حالة طبية عامة)
- 307.7 سلس البراز ، بدون إمساك أو سلس فيضي
- 787.6 سلس البراز ، مع الإمساك وسلس البول

### اضطرابات أخرى في مرحلة الرضاعة أو الطفولة أو المراهقة
- 309.21 اضطراب قلق الانفصال
- 313.23 البكم الانتقائي
- 313.89 اضطراب التعلق التفاعلي في مرحلة الرضاعة أو الطفولة المبكرة
- 307.3 اضطراب الحركة النمطية
- 313.9 اضطراب الرضاعة أو الطفولة أو المراهقة غير محدد.

## الهذيان والخرف وفقدان الذاكرة والاضطرابات المعرفية الأخرى

### هذيان
- 293.0 هذيان بسبب... [أشير إلى الحالة الطبية العامة]
- 780.09 هذيان غير محدد.

### الخَرَف
- 294.xx الخرف من نوع الزهايمر ، مع بداية مبكرة (مُرمز له بـ 290.xx في DSM-IV)
  - .10 بدون اضطراب سلوكي (DSM-IV-TR فقط)
  - .11 مع اضطراب سلوكي (DSM-IV-TR فقط)
  - .10 غير معقد (DSM-IV فقط)
  - .11 مع الهذيان (DSM-IV فقط)
  - .12 مع الأوهام (DSM-IV فقط)
  - .13 مع مزاج مكتئب (DSM-IV فقط)
- 294.xx الخرف من نوع الزهايمر، مع بداية متأخرة (مرمز بـ 290.xx في DSM-IV)
  - .10 بدون اضطراب سلوكي (DSM-IV-TR فقط)
  - .11 مع اضطراب سلوكي (DSM-IV-TR فقط)
  - .0 غير معقد (DSM-IV فقط)
  - .3 مع الهذيان (DSM-IV فقط)
  - .20 مع الأوهام (DSM-IV فقط)
  - .21 مع مزاج مكتئب (DSM-IV فقط)
- 290.xx الخرف الوعائي
  - .40 غير معقدة
  - .41 مع الهذيان
  - .42 مع الأوهام
  - .43 مع مزاج مكتئب
- 294.1x الخرف بسبب مرض الإيدز (مرمز بـ 294.9 في DSM-IV)
- 294.1x الخرف بسبب صدمة في الرأس (مرمز بـ 294.1 في DSM-IV)
- 294.1x الخرف بسبب مرض باركنسون (مرمز بـ 294.9 في DSM-IV)
- 294.1x الخرف بسبب مرض هنتنغتون (مرمز بـ 294.1 في DSM-IV)
- 294.1x الخرف بسبب مرض بيك (مرمز بـ 290.10 في DSM-IV)
- 294.1x الخرف الناتج عن مرض كروتزفيلد جاكوب (المرمز له بـ 290.10 في DSM-IV)
- 294.1x الخرف بسبب ... [أشر إلى الحالة الطبية العامة غير المذكورة أعلاه] (المرمزة بـ 294.1 في DSM-IV)
- 294.8 الخرف غير معروف

### اضطرابات فقدان الذاكرة
- 294.0 اضطراب فقدان الذاكرة بسبب... [أشير إلى الحالة الطبية العامة]
- 294.8 اضطراب فقدان الذاكرة غير محدد.

### اضطرابات معرفية أخرى
- 294.9 اضطراب إدراكي غير محدد

## الاضطرابات العقلية الناجمة عن حالة طبية عامة غير مصنفة في مكان آخر
- 293.89 اضطراب جامودي بسبب... [أشير إلى الحالة الطبية العامة]
- 310.1 تغير الشخصية بسبب... [أشير إلى الحالة الطبية العامة]
  - (الأنواع الفرعية: غير مستقر، غير مثبط، عدواني، غير مبال، مصاب بجنون العظمة، آخر، مختلط، غير محدد)
- 293.9 اضطراب عقلي غير معروف السبب [أشير إلى الحالة الطبية العامة]

## اضطرابات متعلقة بالمواد

### الاضطرابات المرتبطة بالكحول

#### اضطرابات تعاطيالكحول
- 303.90 الاعتماد على الكحول
- 305.00 تعاطي الكحول

#### الاضطرابات الناجمة عن الكحول
- 303.00 التسمم بالكحول
- 291.81 الانسحاب من الكحول (مُرمز بـ 291.8 في DSM-IV)
- 291.0 هذيان التسمم بالكحول
- 291.0 هذيان الانسحاب من الكحول
- 291.2 الخرف المستمر الناجم عن الكحول
- 291.1 اضطراب النسيان المستمر الناجم عن الكحول
- 291.x اضطراب ذهاني ناتج عن الكحول
  - .5 مع الأوهام
  - .3 مع الهلوسة
- 291.89 اضطراب المزاج الناجم عن الكحول (مُرمَّز بـ 291.8 في DSM-IV)
- 291.89 اضطراب القلق الناجم عن الكحول (مُرمَّز بـ 291.8 في DSM-IV)
- 291.89 خلل وظيفي جنسي ناتج عن الكحول (مُرمَّز بـ 291.8 في DSM-IV)
- 291.89 اضطراب النوم الناجم عن الكحول (مُرمَّز بـ 291.8 في DSM-IV)
- 291.9 اضطراب مرتبط بالكحول غير محدد.

### الاضطرابات المرتبطةبالأمفيتامين(أوالأمفيتامين الشبيه)

#### اضطرابات تعاطي الأمفيتامين
- 304.40 الاعتماد على الأمفيتامين
- 305.70 تعاطي الأمفيتامين

#### الاضطرابات الناجمة عن الأمفيتامين
- 292.89 تسمم الأمفيتامين
- 292.0 انسحاب الأمفيتامين
- 292.81 هذيان التسمم بالأمفيتامين
- 292.xx اضطراب ذهاني ناتج عن الأمفيتامين
  - .11 مع الأوهام
  - .12 مع الهلوسة
- 292.84 اضطراب المزاج الناجم عن الأمفيتامين
- 292.89 اضطراب القلق الناجم عن الأمفيتامين
- 292.89 ضعف جنسي ناتج عن الأمفيتامين
- 292.89 اضطراب النوم الناجم عن الأمفيتامين
- 292.9 اضطراب مرتبط بالأمفيتامين NOS

### الاضطرابات المرتبطة بالكافيين

#### الاضطرابات الناجمة عنالكافيين
- 305.90 تسمم الكافيين
- 292.89 اضطراب القلق الناجم عن الكافيين
- 292.89 اضطراب النوم الناجم عن الكافيين
- 292.9 اضطراب مرتبط بالكافيين NOS

### الاضطرابات المرتبطة بالقنب

#### اضطرابات تعاطي القنب
- 304.30 الاعتماد على القنب
- 305.20 تعاطي القنب

#### الاضطرابات الناجمة عن القنب
- 292.89 تسمم القنب
- 292.81 هذيان التسمم بالقنب
- 292.xx اضطراب ذهاني ناتج عن القنب
  - .11 مع الأوهام
  - .12 مع الهلوسة
- 292.89 اضطراب القلق الناجم عن القنب
- 292.9 اضطراب مرتبط بالقنب

### الاضطرابات المرتبطة بالكوكايين

#### اضطرابات تعاطيالكوكايين
- 304.20 الاعتماد على الكوكايين
- 305.60 تعاطي الكوكايين

#### الاضطرابات الناجمة عن الكوكايين
- 292.89 تسمم الكوكايين
- 292.0 انسحاب الكوكايين
- 292.81 هذيان التسمم بالكوكايين
- 292.xx اضطراب ذهاني ناتج عن الكوكايين
  - .11 مع الأوهام
  - .12 مع الهلوسة
- 292.84 اضطراب المزاج الناجم عن الكوكايين
- 292.89 اضطراب القلق الناجم عن الكوكايين
- 292.89 ضعف جنسي ناتج عن الكوكايين
- 292.89 اضطراب النوم الناجم عن الكوكايين
- 292.9 اضطراب متعلق بالكوكايين غير محدد

### الاضطرابات المرتبطة بالهلوسة

#### استخدامالمهلوسات
- 304.50 الاعتماد على المهلوسات
- 305.30 إساءة استخدام المواد المهلوسة

#### الاضطرابات الناجمة عن الهلوسة
- 292.89 التسمم بالمهلوسات
- 292.89 اضطراب الإدراك المستمر للهلوسة ( ذكريات الماضي )
- 292.81 التسمم بالهلوسة الهذيان
- 292.xx اضطراب ذهاني ناتج عن الهلوسة
  - .11 مع الأوهام
  - .12 مع الهلوسة
- 292.84 اضطراب المزاج الناجم عن المهلوسات
- 292.89 اضطراب القلق الناجم عن المهلوسات
- 292.9 اضطراب متعلق بالهلوسة غير محدد.

### اضطرابات متعلقة بالاستنشاق

#### اضطرابات استخدامالمواد المستنشقة
- 304.60 الاعتماد على الاستنشاق
- 305.90 إساءة استخدام المواد المستنشقة

#### الاضطرابات الناجمة عن الاستنشاق
- 292.89 التسمم بالاستنشاق
- 292.81 التسمم بالاستنشاق الهذيان
- 292.82 الخرف المستمر الناجم عن الاستنشاق
- 292.xx اضطراب ذهاني ناتج عن الاستنشاق
  - .11 مع الأوهام
  - .12 مع الهلوسة
- 292.84 اضطراب المزاج الناجم عن الاستنشاق
- 292.89 اضطراب القلق الناجم عن الاستنشاق
- 292.9 اضطراب مرتبط بالاستنشاق غير محدد.

### الاضطرابات المرتبطة بالنيكوتين

#### اضطراب استخدامالنيكوتين
- 305.1 الاعتماد على النيكوتين (المرمز بـ 305.10 في DSM-IV)

#### اضطراب ناجم عن النيكوتين
- 292.0 الانسحاب من النيكوتين
- 292.9 اضطراب مرتبط بالنيكوتين NOS

### الاضطرابات المرتبطة بالمواد الأفيونية

#### اضطرابات تعاطي المواد الأفيونية
- 304.00 الاعتماد على المواد الأفيونية
- 305.50 إساءة استخدام المواد الأفيونية

#### الاضطرابات الناجمة عن المواد الأفيونية
- 292.89 التسمم الأفيوني
- 292.0 الانسحاب من المواد الأفيونية
- 292.81 هذيان التسمم الأفيوني
- 292.xx اضطراب ذهاني ناتج عن المواد الأفيونية
  - .11 مع الأوهام
  - .12 مع الهلوسة
- 292.84 اضطراب المزاج الناجم عن المواد الأفيونية
- 292.89 الخلل الجنسي الناجم عن المواد الأفيونية
- 292.89 اضطراب النوم الناجم عن المواد الأفيونية
- 292.9 اضطراب مرتبط بالمواد الأفيونية

### اضطرابات مرتبطة بالفينسيكليدين (أو شبيه بالفينسيكليدين)

#### اضطرابات استخدامفينسيكليدين
- 304.60 الاعتماد على فينسيكليدين (مُرمز له بالرمز 304.90 في DSM-IV)
- 305.90 إساءة استخدام فينسيكليدين

#### الاضطرابات الناجمة عن فينسيكليدين
- 292.89 تسمم فينسيكليدين
- 292.81 هذيان التسمم بالفينسيكليدين
- 292.xx اضطراب ذهاني ناتج عن فينسيكليدين
  - .11 مع الأوهام
  - .12 مع الهلوسة
- 292.84 اضطراب المزاج الناجم عن فينسيكليدين
- 292.89 اضطراب القلق الناجم عن فينسيكليدين
- 292.9 اضطراب مرتبط بالفينسيكليدين NOS

### الاضطرابات المرتبطة بالمهدئات أو التنويم المغناطيسي أو مضادات القلق

#### اضطرابات استخدامالمهدئاتأوالمنوماتأومضادات القلق
- 304.10 الاعتماد على المهدئات أو المنومات أو مضادات القلق
- 305.40 إساءة استخدام المهدئات أو المنومات أو مضادات القلق

#### الاضطرابات الناجمة عن المهدئات أو التنويم المغناطيسي أو مضادات القلق
- 292.89 التسمم المهدئ أو المنوم أو المزيل للقلق
- 292.0 الانسحاب من المهدئات أو المنومات أو مضادات القلق
- 292.81 التسمم المهدئ أو المنوم أو المزيل للقلق والهذيان
- 292.81 هذيان الانسحاب المهدئ أو المنوم أو المضاد للقلق
- 292.82 الخرف المستمر الناجم عن المهدئات أو المنومات أو مضادات القلق
- 292.83 اضطراب فقدان الذاكرة المستمر الناجم عن المهدئات أو التنويم المغناطيسي أو مضادات القلق
- 292.xx اضطراب ذهاني ناتج عن المهدئات أو التنويم المغناطيسي أو مضادات القلق
  - .11 مع الأوهام
  - .12 مع الهلوسة
- 292.84 اضطراب المزاج الناجم عن المهدئات أو التنويم المغناطيسي أو مضادات القلق
- 292.89 اضطراب القلق الناجم عن المهدئات أو المنومات أو مضادات القلق
- 292.89 خلل وظيفي جنسي ناتج عن المهدئات أو المنومات أو مضادات القلق
- 292.89 اضطراب النوم الناجم عن المهدئات أو المنومات أو مضادات القلق
- 292.9 اضطراب مرتبط بالمهدئات أو المنومات أو مضادات القلق

### اضطراب متعلق بالمواد المتعددة
- 304.80 الاعتماد على المواد المتعددة

### اضطرابات متعلقة بالمواد الأخرى (أو غير المعروفة)

#### اضطرابات تعاطي موادأخرى (أو غير معروفة)
- 304.90 الاعتماد على مواد أخرى (أو غير معروفة)
- 305.90 تعاطي مواد أخرى (أو غير معروفة)

#### اضطرابات ناجمة عن مواد أخرى (أو غير معروفة)
- 292.89 التسمم بمادة أخرى (أو غير معروفة)
- 292.0 سحب مواد أخرى (أو غير معروفة)
- 292.81 هذيان ناتج عن مادة أخرى (أو غير معروفة)
- 292.82 الخرف المستمر الناجم عن مواد أخرى (أو غير معروفة)
- 292.83 اضطراب فقدان الذاكرة المستمر الناجم عن مادة أخرى (أو غير معروفة)
- 292.xx اضطراب ذهاني ناتج عن مادة أخرى (أو غير معروفة)
  - .11 مع الأوهام
  - .12 مع الهلوسة
- 292.84 اضطراب المزاج الناجم عن مواد أخرى (أو غير معروفة)
- 292.89 اضطراب القلق الناجم عن مواد أخرى (أو غير معروفة)
- 292.89 خلل وظيفي جنسي ناتج عن مواد أخرى (أو غير معروفة)
- 292.89 اضطراب النوم الناجم عن مواد أخرى (أو غير معروفة)
- 292.9 اضطراب متعلق بمادة أخرى (أو غير معروفة) NOS

## الفصام والاضطرابات الذهانية الأخرى
- 295.xx الفصام
  - 295.20 نوع جامد
  - 295.10 نوع غير منظم
  - 295.30 نوع البارانويدي
  - 295.60 النوع المتبقي
  - 295.90 نوع غير متمايز
- 295.40 اضطراب الفصام
- 295.70 اضطراب الفصام العاطفي
- 297.1 اضطراب الوهم
  - النوع الفرعي الهوسي الجنسي
  - النوع الفرعي الفخم
  - النوع الفرعي الغيور
  - النوع الفرعي الاضطهادي
  - النوع الفرعي الجسدي
  - نوع مختلط
- 298.8 اضطراب ذهاني قصير
- 297.3 اضطراب ذهاني مشترك
- اضطراب ذهاني بسبب ... [أشير إلى الحالة الطبية العامة]
  - 293.81 مع الأوهام
  - 293.82 مع الهلوسة
- 298.9 اضطراب ذهاني غير محدد

## اضطرابات المزاج
- 293.83 اضطراب المزاج بسبب ... [أشير إلى الحالة الطبية العامة]
- 296.90 اضطراب المزاج غير محدد

### اضطرابات الاكتئاب
- 296.xx اضطراب الاكتئاب الشديد
  - .2x اضطراب اكتئابي رئيسي، حلقة واحدة
    - .26 في حالة شفاء تام
    - .25 في حالة هدوء جزئي
    - .21 خفيف
    - .22 معتدل
    - .23 شديد بدون سمات ذهانية
    - .24 شديد مع سمات ذهانية
    - .20 غير محدد

  - .3x اضطراب اكتئابي رئيسي متكرر
    - .36 في حالة شفاء تام
    - .35 في حالة هدوء جزئي
    - .31 خفيف
    - .32 معتدل
    - .33 شديد بدون سمات ذهانية
    - .34 شديد مع سمات ذهانية
    - .30 غير محدد
- 300.4 اضطراب الاكتئاب المزمن
- 311 اضطراب الاكتئاب غير محدد

### اضطرابات ثنائية القطب
- 296.xx اضطراب ثنائي القطب من النوع الأول
  - .5x اضطراب ثنائي القطب من النوع الأول، أحدث حلقة اكتئاب
    - .56 في حالة شفاء تام
    - .55 في حالة هدوء جزئي
    - .51 خفيف
    - .52 معتدل
    - .53 شديد بدون سمات ذهانية
    - .54 شديد مع سمات ذهانية
    - .50 غير محدد

  - .40 اضطراب ثنائي القطب من النوع الأول، أحدث نوبة هوس خفيف
  - .4x اضطراب ثنائي القطب من النوع الأول، أحدث حلقة هوسية
    - .46 في حالة شفاء تام
    - .45 في حالة هدوء جزئي
    - .41 خفيف
    - .42 معتدل
    - .43 شديد بدون سمات ذهانية
    - .44 شديد مع سمات ذهانية
    - .40 غير محدد

  - .6x اضطراب ثنائي القطب من النوع الأول، أحدث حلقة مختلطة
    - .66 في حالة شفاء تام
    - .65 في حالة هدوء جزئي
    - .61 خفيف
    - .62 معتدل
    - .63 شديد بدون سمات ذهانية
    - .64 شديد مع سمات ذهانية
    - .60 غير محدد

  - .7 اضطراب ثنائي القطب من النوع الأول، أحدث حلقة غير محددة
  - .0x اضطراب ثنائي القطب من النوع الأول، نوبة هوس واحدة
    - .06 في حالة هدوء تام
    - .05 في حالة هدوء جزئي
    - .01 خفيف
    - .02 معتدل
    - .03 شديد بدون سمات ذهانية
    - .04 شديد مع سمات ذهانية
    - .00 غير محدد

  - 296.89 اضطراب ثنائي القطب من النوع الثاني
- 301.13 اضطراب المزاج الدوري
- 296.80 اضطراب ثنائي القطب غير محدد

## اضطرابات القلق
- 300.01 اضطراب الهلع دون الخوف من الأماكن المفتوحة
- 300.21 اضطراب الهلع مع الخوف من الأماكن المفتوحة
- 300.22 رهاب الخلاء دون تاريخ من اضطراب الهلع
- 300.29 رهاب محدد
- 300.23 الرهاب الاجتماعي
- 300.3 اضطراب الوسواس القهري
- 309.81 اضطراب ما بعد الصدمة
- 308.3 اضطراب الإجهاد الحاد
- 300.02 اضطراب القلق العام
- 293.84 اضطراب القلق بسبب ... [أشر إلى الحالة الطبية العامة] (مرمزة بـ 293.89 في DSM-IV)
- 300.00 اضطراب القلق غير محدد

## اضطرابات جسدية
- 300.81 اضطراب الجسدنة
- 300.82 اضطراب جسدي غير متمايز (مُرمَّز بـ 300.81 في DSM-IV)
- 300.11 اضطراب التحويل
- 307.xx اضطراب الألم
  - 307.80 مرتبط بالعوامل النفسية
  - 307.89 مرتبط بالعوامل النفسية والحالة الطبية العامة
- 300.7 الوهم المرضي
- 300.7 اضطراب تشوه الجسم
- 300.82 اضطراب جسدي الشكل غير محدد (مرمز بـ 300.81 في DSM-IV)

## اضطرابات مفتعلة
- 300.xx اضطراب مصطنع
  - .19 مع وجود علامات وأعراض نفسية وجسدية مشتركة
  - .19 مع وجود علامات وأعراض جسدية في الغالب
  - .16 مع وجود علامات وأعراض نفسية في الغالب
- 300.19 اضطراب مصطنع غير محدد

## اضطرابات الانفصال
- 300.12 فقدان الذاكرة الانفصالي
- 300.13 الهروب الانفصالي
- 300.14 اضطراب الهوية الانفصامية
- 300.6 اضطراب إزالة الشخصية
- 300.15 اضطراب انفصامي غير محدد

## اضطرابات الهوية الجنسية والجندرية

### الخلل الجنسي

#### اضطرابات الرغبة الجنسية
- 302.71 اضطراب الرغبة الجنسية غير النشطة
- 302.79 اضطراب النفور الجنسي

#### اضطرابات الإثارة الجنسية
- 302.72 اضطراب الإثارة الجنسية عند الإناث
- 302.72 اضطراب الانتصاب عند الذكور

#### اضطرابات النشوة الجنسية
- 302.73 اضطراب النشوة الجنسية عند الأنثى
- 302.74 اضطراب النشوة الجنسية عند الذكور
- 302.75 القذف المبكر

#### اضطرابات الألم الجنسي
- 302.76 عسر الجماع (ليس بسبب حالة طبية عامة)
- 306.51 المهبلية (ليس بسبب حالة طبية عامة)

#### الخلل الجنسي بسبب حالة طبية عامة
- 625.8 اضطراب الرغبة الجنسية غير النشطة عند الإناث بسبب ... [أشير إلى الحالة الطبية العامة]
- 608.89 اضطراب الرغبة الجنسية عند الذكور بسبب ... [أشير إلى الحالة الطبية العامة]
- 607.84 اضطراب الانتصاب عند الذكور بسبب ... [أشير إلى الحالة الطبية العامة]
- 625.0 عسر الجماع عند النساء بسبب ... [أشير إلى الحالة الطبية العامة]
- 608.89 عسر الجماع عند الذكور بسبب ... [أشير إلى الحالة الطبية العامة]
- 625.8 ضعف جنسي آخر لدى الإناث بسبب ... [أشير إلى الحالة الطبية العامة]
- 608.89 ضعف جنسي آخر عند الذكور بسبب ... [أشير إلى الحالة الطبية العامة]
- 302.70 ضعف جنسي غير محدد

### الشذوذ الجنسي
- 302.4 الاستعراض
- 302.81 الشهوة الجنسية
- 302.89 فروتيوريزم
- 302.2 الاعتداء الجنسي على الأطفال
- 302.83 الماسوشية الجنسية
- 302.84 السادية الجنسية
- 302.3 الشذوذ الجنسي
- 302.82 التلصص
- 302.9 الشذوذ الجنسي غير محدد

### اضطرابات الهوية الجنسية
- 302.xx اضطراب الهوية الجنسية
  - .6 في الأطفال
  - .85 في المراهقين أو البالغين
- 302.6 اضطراب الهوية الجنسية غير محدد
- 302.9 اضطراب جنسي غير محدد

## اضطرابات الأكل
- 307.1 فقدان الشهية العصبي
- 307.51 الشره العصبي
- 307.50 اضطراب الأكل غير المحدد.

## اضطرابات النوم

### اضطرابات النوم الأولية

#### اضطرابات النوم
- 307.44 فرط النوم الأولي
- 307.42 الأرق الأولي
- 347 النوم القهري
- 780.59 اضطراب النوم المرتبط بالتنفس
- 307.45 اضطراب النوم بسبب إيقاع الساعة البيولوجية
- 307.47 اضطراب النوم غير محدد

### اضطرابات النوم
- 307.47 اضطراب الكابوس
- 307.46 اضطراب الرعب أثناء النوم
- 307.46 اضطراب المشي أثناء النوم
- 307.47 اضطراب النوم غير محدد

### اضطرابات النوم المرتبطة باضطراب عقلي آخر
- 307.42 الأرق المرتبط ب... [أشر إلى اضطراب المحور الأول أو المحور الثاني]
- 307.44 فرط النوم المرتبط بـ ... [أشر إلى اضطراب المحور الأول أو المحور الثاني]

### اضطرابات النوم الأخرى
- 780.xx اضطراب النوم بسبب... [أشير إلى الحالة الطبية العامة]
  - .54 نوع فرط النوم
  - .52 نوع الأرق
  - .59 نوع مختلط
  - .59 نوع الباراسومنيا

## اضطرابات التحكم في الانفعالات غير المصنفة في مكان آخر
- 312.34 اضطراب انفجاري متقطع
- 312.32 هوس السرقة
- 312.31 المقامرة المرضية
- 312.33 إشعال الحرائق
- 312.39 نتف الشعر
- 312.30 اضطراب التحكم في الانفعالات غير المحدد

## اضطرابات التكيف
- 309.xx اضطرابات التكيف
  - .9 غير محدد
  - .24 مع القلق
  - .0 مع مزاج مكتئب
  - .3 مع اضطراب السلوك
  - .28 مع القلق المختلط والمزاج المكتئب
  - .4 مع اضطراب مختلط في المشاعر والسلوك

## اضطرابات الشخصية (المحور الثاني)
المجموعة أ (فردية أو شاذة):
- 301.0 اضطراب الشخصية البارانويدي
- 301.20 اضطراب الشخصية الفصامية
- 301.22 اضطراب الشخصية الفصامية

المجموعة ب (درامية أو عاطفية أو غير منتظمة):
- 301.7 اضطراب الشخصية المعادية للمجتمع
- 301.83 اضطراب الشخصية الحدية
- 301.50 اضطراب الشخصية الهستيرية
- 301.81 اضطراب الشخصية النرجسية

المجموعة ج (القلق أو الخوف):
- 301.82 اضطراب الشخصية التجنبية
- 301.6 اضطراب الشخصية الاعتمادية
- 301.4 اضطراب الشخصية الوسواسية القهرية

NOS:
- 301.9 اضطراب الشخصية غير المحدد بطريقة أخرى

## الحالات الأخرى التي قد تكون محور الاهتمام السريري

### العوامل النفسية المؤثرة على الحالة الطبية
- 316 ... [عامل نفسي محدد] يؤثر على ... [أشير إلى الحالة الطبية العامة]

### اضطرابات الحركة الناجمة عن الأدوية
- 332.1 مرض باركنسون الناجم عن مضادات الذهان
- 333.92 متلازمة خبيثة للذهان
- 333.7 خلل التوتر العضلي الحاد الناجم عن مضادات الذهان
- 333.99 فقدان القدرة على الحركة الحاد الناجم عن مضادات الذهان
- 333.82 خلل الحركة المتأخر الناجم عن مضادات الذهان
- 333.1 رعشة الوضعية الناجمة عن الأدوية
- 333.90 اضطراب الحركة الناجم عن الأدوية غير المحدد

### اضطراب آخر ناجم عن تناول الأدوية
- 995.2 الآثار الجانبية للأدوية غير المحدد

### مشاكل العلاقات
- V61.9 مشكلة علائقية تتعلق باضطراب عقلي أو حالة طبية عامة
- V61.20 مشكلة العلاقة بين الوالدين والطفل
- V61.10 مشكلة العلاقة بين الشريكين (مرمزة برقم V61.1 في DSM-IV)
- V61.8 مشكلة العلاقة بين الأشقاء
- V62.81 مشكلة علائقية غير المحدد

### المشاكل المتعلقة بالإساءة أو الإهمال
- V61.21 الاعتداء الجسدي على الطفل
- V61.21 الاعتداء الجنسي على الطفل
- V61.21 إهمال الطفل
- ___. __ الاعتداء الجسدي على البالغين (المرمز له بـ V61.1 في DSM-IV)
  - V61.12 إذا كان من قبل شريك (مضمن فقط في DSM-IV-TR)
  - V62.83 إذا كان من قبل شخص آخر غير الشريك (مضمن فقط في DSM-IV-TR)
- ___. __ الاعتداء الجنسي على البالغين (المرمز بـ V61.1 في DSM-IV)
  - V61.12 إذا كان من قبل شريك (مضمن فقط في DSM-IV-TR)
  - V62.83 إذا كان من قبل شخص آخر غير الشريك (مضمن فقط في DSM-IV-TR)

### الحالات الإضافية التي قد تكون محور الاهتمام السريري
- V15.81 عدم الالتزام بالعلاج
- V65.2 التظاهر بالمرض
- V71.01 السلوك المعادي للمجتمع لدى البالغين
- V71.02 السلوك المعادي للمجتمع لدى الأطفال أو المراهقين
- V62.89 الأداء الفكري الحدّي
- 780.9 التدهور المعرفي المرتبط بالعمر
- V62.82 الحزن
- V62.3 مشكلة أكاديمية
- V62.2 مشكلة مهنية
- 313.82 مشكلة الهوية
- V62.89 مشكلة دينية أو روحية
- V62.4 مشكلة التثاقف
- V62.89 مشكلة مرحلة الحياة

## رموز إضافية
- 300.9 اضطراب عقلي غير محدد (غير ذهاني)
- V71.09 لا يوجد تشخيص أو حالة على المحور الأول
- 799.9 التشخيص أو الحالة المؤجلة على المحور الأول
- V71.09 لا يوجد تشخيص على المحور الثاني
- 799.9 تم تأجيل التشخيص على المحور الثاني

## روابط خارجية
- الموقع الرسمي للـ DSM-IV-TR ، الذي نشرته الجمعية الأمريكية للطب النفسي ( APA ، عبر archive.org )